# Uhřičice
Uhřičice település Csehországban, Přerovi járásban. Uhřičice Záříčí, Měrovice nad Hanou, Troubky, Tvorovice, Kojetín, Lobodice, Polkovice és Hruška településekkel határos. Lakosainak száma 521 fő (2024. január 1.).

## Népesség
A település lakosságának változását az alábbi diagram mutatja:
| Lakosok száma | 554  | 654  | 776  | 636  | 648  | 605  | 543  | 524  | 518  | 521  |
|               | 1869 | 1890 | 1921 | 1950 | 1980 | 2001 | 2017 | 2019 | 2022 | 2024 |